# Friedrich Adler (Schriftsteller)

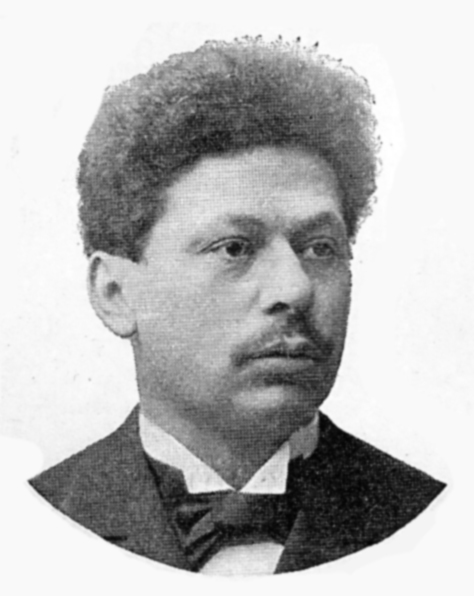
Friedrich Adler (ohne Jahr)

Friedrich Adler (geboren 13. Februar 1857 in Amschelberg, Kaisertum Österreich; gestorben 2. Februar 1938 in Prag) war ein österreichischer und tschechoslowakischer Schriftsteller, Übersetzer und Jurist. Adler gehörte zu den führenden deutschsprachigen Schriftstellern des Prags der Jahrhundertwende.

## Leben

### Jugend und Studium
Friedrich Adler war Sohn des Gastwirts und Seifensieders Joseph Adler und dessen Ehefrau Marie Fürth. Nach dem Tod der Eltern (wahrscheinlich 1866) war Adler der Schulbesuch in Amschelberg nur noch sporadisch möglich. Dennoch schaffte er nicht nur den Übertritt in ein Gymnasium in Prag, sondern auch die Immatrikulation an der dortigen Karls-Universität.
Zunächst studierte er dort Romanistik, Englisch, Tschechisch und Neugriechisch. Später wechselte Adler seine Fächer und belegte Jura und Politikwissenschaft. Noch während des Studiums wurde Adler bei einem Wettbewerb für die Übersetzung eines Gedichts von Henry Wadsworth Longfellow ausgezeichnet. Er war langjähriges Ausschussmitglied und 1879 Obmann der Lese- und Redehalle der deutschen Studenten in Prag, der größten studentischen Organisation in Prag. 1883 schloss er sein Studium mit der juristischen Promotion ab.

### Jurist, Romanist und Schriftsteller

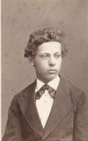
Friedrich Adler, im 1876

Nach dem Studium absolvierte er das Referendariat, das er 1890 beendete. Im selben Jahr legte er die Zulassungsprüfung als Rechtsanwalt ab und eröffnete am 1. Jänner 1891 eine eigene Kanzlei in Prag. Im März 1895 heiratete er Regine Wessely aus Trebitsch, Mähren. Mit ihr hatte er zwei Töchter: Marie-Elise und Gertrude.
Adler wurde 1896 Sekretär des Prager Handelsgremiums (diese Stelle hatte er bis zum Ausbruch des Ersten Weltkriegs inne). Zu dieser Zeit war er auch Lehrbeauftragter für romanische Philologie an der Deutschen Universität in Prag und Kunst- und Theaterreferent der Bohemia. Ab 1900 unterrichtete er zusätzlich Spanisch an der Deutschen Handelsakademie in Prag.
Nach dem Weltkrieg leitete Adler die Übersetzungsbüros der Tschechischen Nationalversammlung. Er wurde zum Mitglied der Gesellschaft zur Förderung deutscher Wissenschaft, Kunst und Literatur in Böhmen gewählt und galt neben Hugo Salus als führender Vertreter der Prager Literaturszene um die Jahrhundertwende. Er war Mitglied des patriotisch-liberal gesinnten deutschen Künstlervereins Concordia, der sich im Deutschen Casino traf; neben Salus und ihm gehörten dem Zirkel noch Redakteure der Bohemia an. Adler korrespondierte u. a. mit Richard Dehmel und Gustav Falke.
Mit 81 Jahren starb Friedrich Adler am 2. Februar 1938 in Prag. Seine Familie wurde Opfer der Nationalsozialisten: Regine Adler wurde 1943 im KZ Theresienstadt ermordet, die Spur der aus Theresienstadt deportierten Töchter verliert sich 1943 in Zamość im besetzten Polen.
Sein Neffe war der Internist Oscar Adler in Karlsbad.

## Werk und Gedichtbeispiel
Adler schrieb spätklassizistische und frühnaturalistische Gedichte und Dramen und trat als Übersetzer und Bearbeiter tschechischer und spanischer Autoren hervor (u. a. Calderón de la Barca, Tirso de Molina und Jaroslav Vrchlický). Sein Stück Zwei Eisen im Feuer wurde im Wiener Burgtheater uraufgeführt, Don Gil im Münchner Hoftheater.
Adler sah sich in der Nachfolge Johann Wolfgang Goethes und beschäftigte sich in Essays u. a. mit Detlev von Liliencron. In einigen seiner Werke tritt seine sozialistische und gegen den Klerus gerichtete Grundüberzeugung offen zutage. Er übersetzte Bedřich Smetanas Oper Die verkaufte Braut ins Deutsche. Sein Gedicht Ecloge wurde von Arnold Schönberg vertont.
Ein Beispiel für Friedrich Adlers Gedichtstil:
Nach dem Strike (erste zwei Strophen)
Wir schweigen schon. Ihr habt gewonnen,

Ihr Männer vom Gesetz und Recht,

Und sicher seid ihr eingesponnen

In eurer Ordnung eng' Geflecht.

Wir schweigen schon. Stolz durft ihr zeigen,

Wie ihr gebeugt, was euch bedroht:

Wir schweigen schon und werden schweigen,

Allein wir hungern, schafft uns Brod!

Ihr sagt, uns eine keckes Wagen,

Zu stürzen eures Staates Bau –

O glaubt, in uns das grimme Nagen

Umgrenzt das Denken sehr genau;

Wir achten still, was fest und eigen,

Und uns're Fahne ist nicht roth:

Wir schweigen schon und werden schweigen,

Allein wir hungern, schafft uns Brod!

## Werke (Auswahl)
- Gedichte. Fontane, Berlin, 1893
- Neue Gedichte. Meyer, Leipzig, 1899
- Sport. Schauspiel, 1899
- Freiheit – Der Prophet Elias – Karneval. Drei Einakter. Cotta, Stuttgart, 1904
- Vom goldenen Kragen. Sonette. Bellmann, Prag, 1907
- Der gläserne Magister. Schauspiel in vier Akten. Cotta, Stuttgart, Berlin, 1910
- Kriegsgedichte 1914–1916. Gedichte. Landeshilfsverein vom Roten Kreuze für Böhmen, Prag, 1916

### Übersetzungen und Bearbeitungen
- Jaroslav Vrchlický: Gedichte. Ausgewählt und übersetzt von Friedrich Adler. Reclam, Leipzig 1895.
- Pedro Calderón de la Barca: Zwei Eisen im Feuer. Lustspiel in drei Akten frei nach Calderon. Cotta, Stuttgart 1900.
- Tirso de Molina: Don Gil. Komödie in drei Akten, nach Motiven von Tirso de Molina. Cotta, Stuttgart, Berlin 1902.